# واسیلیوس دمیتس
واسیلیوس دمیتس (به انگلیسی: Vasileios Demetis) (زادهٔ ۱۲ مهٔ ۱۹۸۳) شناگر اهل یونان است.